# Alfred Zima
Alfred Zima (* 23. August 1931) ist ein ehemaliger österreichischer Boxer und Olympiateilnehmer.
Alfred Zima wurde 1952 Österreichischer Meister im Fliegengewicht, sowie 1953, 1957, 1958 und 1964 Österreichischer Meister im Federgewicht. 1952 vertrat er Österreich bei den 15. Olympischen Spielen in Helsinki, wo er in der Vorrunde gegen Pablo Lugo aus Puerto Rico gewann, ehe er im Achtelfinale gegen den späteren Olympiasieger Nathan Brooks aus den USA ausschied.
Bei den Weltfestspielen der Jugend und Studenten 1955 in Warschau und 1957 in Moskau, schied er jeweils frühzeitig im Viertelfinale bzw. Achtelfinale aus. Zudem war er Teilnehmer der Europameisterschaften von 1955 in West-Berlin, 1957 in Prag, 1959 in Luzern und 1965 in Berlin, ohne jedoch die Medaillenränge zu erkämpfen. Seine beste Platzierung bei einer EM gelang ihm 1955, als er erst im Viertelfinale gegen Hans-Peter Mehling verlor und damit Platz 5 erreichte.